# BBB Korea
bbb korea是韩国自愿提供免费翻译服务的非盈利性团体。 该组织成立于2003年，其目标是创建一个没有语言或文化障碍的社会。它目前是韩国文化，体育和旅游部的一个社团法人。 bbb korea总部位于韩国首尔。
bbb 代表 “Before Babel Brigade”，它表示Babel Tower建造之前的世界，当时所有人都共享一种语言而没有任何沟通困难。

## 历史
2002年, bbb korea 首次支援FIFA世界杯和2002年亚运会。bbb korea 旨在帮助访韩的游客提供免费翻译服务。这项服务是通过电话来完成的。当有人打电话准备选择语言时, bbb korea自动将发言者连接到翻译者。
2003年，bbb korea成立为非营利组织。它不断支持在韩国举办的国际活动，如2018年 平昌冬季奥运会。  目前,共有20种语言的4,500名志愿者参与。

## 节目单

### 语言解释服务
语言沟通有困难的人可以毫无费用地使用韩国语翻译服务。
bbb翻译服务是电话连接后通过自动应答系统进行的。然后,用户可以自动与可连接的志愿者连接。
另一种方法是下载智能手机上的bbb应用程序。在应用程序上,用户可以选择他们所需的语言,并相应地与翻译者相连。
希望成为志愿翻译者的人可以通过bbb korea网站申请。申请者须具备较高的沟通能力以及情境因素。成功通过语言测试并完成口译教育后，申请者可以成为一名bbb志愿翻译者。

#### 语言
- 英语[7]

- 汉语[8]

- 日语[9] [10]

- 法语[11]

- 西班牙语

- 意大利语

- 俄语 [12]

- 德语

- 葡萄牙语

- 阿拉伯语

- 波兰语

- 土耳其语

- 瑞典语

- 泰国语

- 越南语

- 印尼语

- 蒙古语

- 印地语

- 马来西亚语

- 斯瓦希里[13]

### 全球项目
bbb korea也在追求全球项目。2014年在巴西实施了bbb翻译服务。这项工程叫做"Rio Amigo"。该项目为巴西人和巴西游客提供免费口译服务。该项目使不同语言使用者之间进行沟通。
此外,bbb还计划在印尼举办"bbb印度尼西亚"项目,旨在提供印度尼西亚语翻译服务。

### 文化节目
- 韩国文化院

bbb运营着传授韩国语言和文化的中心。 其文化院进行K-POP课程等韩国语言和文化课程。这些中心位于缅甸和越南。
- 文化交流活动

bbb korea每年主办"bbb国际朋友节"。活动中,bbb志愿者的家人和外国朋友都聚在一起享受文化活动。 2018年第10届"bbb国际朋友节"在首尔森林举行,2000多名参加者到场。
- 沟通活动

bbb korea在通过翻译服务宣传叫"没有语言障碍的韩国"的沟通活动。 这些活动是在仁川机场，首尔站等地方进行的。
- bbb Probono (大学生服务团)

bbb probono是bbb korea的大学生服务团。probono的意思是"为了共同利益"。学生团体介绍世界各地的不同文化，旨在尽量减少文化障碍。它组织各种文化节目，如设计在线内容和组织活动。
- bbb 杂志 Heart&Communication

每个季节，bbb korea都会出版一本名为“Heart&Communication”的杂志。该杂志分享语言和文化相关的文章和访谈。